# Manilkara decrescens
Manilkara decrescens är en tvåhjärtbladig växtart som beskrevs av Terence Dale Pennington. Manilkara decrescens ingår i släktet Manilkara och familjen Sapotaceae. IUCN kategoriserar arten globalt som starkt hotad. Inga underarter finns listade i Catalogue of Life.